# Джейк Пол — Майк Тайсон
Джейк Пол проти Майка Тайсона — це професійний боксерський поєдинок між Джейком Полом, колишнім ютубером, який став професійним боксером, і колишнім абсолютним чемпіоном світу у важкій вазі Майком Тайсоном. Поєдинок відбувся 15 листопада 2024 року на стадіоні «AT&T» в Арлінгтоні, штат Техас. Подія транслювалася по всьому світу на Netflix, андеркард транслювалася на YouTube, за подією одночасно спостерігали 65 мільйонів людей. Джейк Пол був оголошений переможцем одноголосним рішенням суддів.
Спочатку поєдинок повинен був відбутися 20 липня, але був відкладений через те, що Тайсон зазнав загострення виразки при посадці на борт літака.

## Бекґраунд
3 листопада 2023 року повідомлялося, що Netflix розглядає можливість трансляції боксерського поєдинку за участю Джейка Пола на своєму сервісі.
7 березня 2024 року Netflix і Most Valuable Promotions оголосили, що вони співпрацюють над проведенням заходу під назвою Пол проти колишнього беззаперечного чемпіона світу у важкій вазі Майка Тайсона 20 липня на стадіоні AT&T в Арлінгтоні, штат Техас. 2 квітня Тайсон підтвердив, що на той час бій був санкціонований як показовий. 10 квітня Пол підтвердив, що вони подадуть запит до Програми спортивних єдиноборств Техасу, щоб бій був санкціонований як професійний. 29 квітня Департамент ліцензування та регулювання Техасу підтвердив, що схвалив запит бійців і що бій буде санкціонованим професійним боєм.
31 травня Netflix оголосив, що захід було відкладено через те, що у Тайсона загострилася виразка під час посадки в літак. Пол звернувся до X (раніше відомий як Твіттер), щоб закликати свого суперника та колегу з YouTube, який став професійним боксером, KSI замінити Тайсона. KSI відповів і відхилив пропозицію, заявивши, що у нього запланований бій на серпень. 7 червня Netflix підтвердив, що захід перенесено на 15 листопада.

### Прес-конференції перед боєм
Проведено три пресконференції перед боєм у наступних містах:
- 13 травня — театр «Аполло»[en], Мангеттен, Нью-Йорк, США.[14]
- 18 серпня — Джавітс-центр[en], Нью-Йорк, США.[14]
- 13 листопада — «Toyota Music Factory[en]», Ірвінг, Техас, США.[15]

Під час останньої прес-конференції Тайсон дав ляпаса Полу після того, як Джейк випадково наступив йому на палець ноги під час їхньої стійки обличчям до обличчя.

### Countdown: Paul vs. Tyson
24 жовтня Netflix оголосив про вихід оригінального документального серіалу під назвою «Зворотний відлік: Пол проти Тайсона», прем'єра перших двох епізодів відбулася 7 листопада, а останній — 12 листопада. Серіал дебютував під номером 4 у рейтингу Global Top 10 Netflix із 4,4 мільйонами глядачів. Оповідачем кожного епізоду був Ice-T.

### Андеркард
16 квітня Netflix оголосив, що довгоочікуваний бій-реванш між Кеті Тейлор і Амандою Серрано за титули WBA, WBC, IBF, WBO і The Ring у легкій вазі стане сумісним поєдинком. 21 травня Netflix оголосив, що індійський боксер-професіонал Нірадж Гоят зустрінеться з бразильською інтернет-знаменитістю Віндерссоном Нуньєсом. 16 вересня було оголошено про бій між Маріо Барріосом і Абелем Рамосом за чемпіонство WBC у напівсередній вазі.
Спочатку, до відкладення заходу, Ештон Сілве мав зустрітися з Флойдом Шофілдом, але бій не був перенесений після того, як Сілве програв нокаутом у бою в рамках заходу «Джейк Пол проти Майка Перрі». Колишній боєць змішаних єдиноборств Даррен Тілль спочатку мав зустрітися з колишнім чемпіоном WBC з боксу в середній вазі Хуліо Сезаром Чавесом-молодшим.

## Бойова карта
ПРИМІТКА: Хв. позначає час кожного раунду. 2 позначає двохвилинні раунди, 3 позначає трихвилинні раунди.
↑ 
↑ 
↑ 

## Деталі бою

### Набір правил і санкціонування
Поєдинок між Полом і Тайсоном був санкціонований як професійний бій Департаментом ліцензування та регулювання Техасу, з дещо зміненим набором правил. Поєдинок складався з восьми раундів по дві хвилини кожен (подібно до правил аматорського боксу, згідно з якими раунди обмежуються двома хвилинами) у рукавичках вагою 14 унцій. Нокаути та нокдауни були дозволені, а шоломів не було.

### Бій
Пол вийшов першим під пісню «In the Air Tonight» Філа Коллінза разом зі своїм братом Логаном Полом у кастомній вантажівці «Chevy Dually». Тоді Тайсон вийшов під «Murdergram» від Murder Inc.. Після того, як обидва чоловіки вийшли на ринг, Торі Келлі виконала гімн Сполучених Штатів Америки.
Пол переміг одноголосним рішенням суддів. Після бою Тайсон заявив, що він не збирається завершувати кар'єру після цього бою, і кинув виклик брату Пола — Логану, на що Логан відповів Тайсону: «Я б тебе вбив, Майку».
| Лоуренс Коул | Лоуренс Коул | Давид Якобуччі | Давид Якобуччі | Джессі Реєс | Джессі Реєс |
| ------------ | ------------ | -------------- | -------------- | ----------- | ----------- |
| Пол          | Тайсон       | Пол            | Тайсон         | Пол         | Тайсон      |
| 79           | 73           | 80             | 72             | 79          | 73          |

### Повідомлені гонорари
Повідомлялося, що очікуваний гонорар Пола становив 40 мільйонів доларів, а Тайсона — 20 мільйонів доларів. Очікується, що Тейлор заробить 6,1 мільйона доларів, тоді як Серрано стверджувала, що її гонорар набагато більший.

## Скандали

### Різниця у віці
Багато хто критикував Пола за бій з Тайсоном через значну різницю у віці. 31-річна різниця у віці між Тайсоном і Полом є найбільшою в історії професійного боксу. Колишній чемпіон UFC у середній вазі Шон Стрікленд розкритикував Пола на X, заявивши, що «це має бути незаконним», з чим погодився тогочасний чемпіон у середній вазі Дрікус дю Плессі. Колега-ютубер, який теж став боксером, KSI, описав бій в своєму Instagram як «жорстоке поводження з літніми людьми».

### Сварка на зважуванні
Під час зважування, за день до бою, Пол наступив на пальці Тайсона; Тайсон офіційно заявляв, що він має проблеми зі ступнями через проблеми зі здоров'ям, включаючи ішіалгію, і відчуває огиду до людей, що на них наступають. Тайсон вдарив Пола по обличчю, а потім сказав «New York Post»: «Я був у шкарпетках, а він був у черевиках. Він наступив мені на палець, тому що він довбаний мудак. Я хотів думати, що це сталося випадково. Але тепер я думаю, що це, можливо, сталося навмисно», додавши: «Мені було дуже боляче. Довелося відповісти взаємністю». У соціальних мережах дехто припустив, що ляпас Тайсона був відповіддю на те, що Пол зробив расистський жест, піднявшись на сцену та підійшовши до Тайсона на четвереньках, імітуючи рух горил і шимпанзе. Історично афроамериканців дегуманізували порівнюючи з приматами, зокрема у спорті.

### Технічні проблеми Netflix
Netflix критикували за масові технічні проблеми, які перешкоджали прямій трансляції заходу. Багато глядачів, які підключалися, не змогли подивитися бій через буферизацію. Багато мікрофонів і навушників також зазнали труднощів в роботі, оскільки співрозмовник Евандера Холіфілда насилу чув ведучого шоу через проблеми з навушником. За даними «Downdetector», близько 90 000 глядачів повідомили про збої за годину до бою.